# كونسيويلو تروخيو
كونسيويلو تروخيو (بالإسبانية: Consuelo Trujillo)‏ هي ممثلة إسبانية، (ولدت في لا يينا دي لا كونسيبسيون في إسبانيا 1959  م).

## وصلات خارجية
- كونسيويلو تروخيو على موقع IMDb (الإنجليزية)
- كونسيويلو تروخيو على موقع قاعدة بيانات الفيلم (الإنجليزية)